# Teresa Costa-Gramunt
Teresa Costa-Gramunt (Barcelona, 13 de març de 1951) és una escriptora i dissenyadora barcelonina especialitzada en exlibris.

## Biografia
De formació humanista (psicologia, grafologia, animació sociocultural, cultures orientals i simbologia), és graduada en disseny gràfic per l'Escola d'Arts Aplicades i Oficis Artístics de Barcelona. A partir de 1977 es va especialitzar en el disseny d'exlibris, amb una producció que supera els 400 originals.
Ha estat membre de jurats literaris i, entre d'altres, té el premi Don-na de literatura, l'Eugeni Molero de periodisme i el Josep M. Benet i Caparà de poesia. És Mestra en Gai Saber (2006).
És fundadora i vicepresidenta de l'Associació Catalana d'Exlibristes (1989). És presidenta de l'Associació Dones Artistes SOM 7, integrada originalment per Concha Ibáñez, Adelaida Murillo, Maria Assumpció Raventós, Claude Collet, Lluïsa García-Muro i Núria Tortras. Està vinculada al Grup Vèrtex de l'Ateneu Barcelonès. Com a membre de la comissió literària del Centre Artístic del Penedès de Vilafranca del Penedès, L'Agrícol, col·labora en l'organització d'actes culturals en aquesta entitat. Ha organitzat la vetllada poètica FarambArt al Museu del Mar de Vilanova i la Geltrú i el cicle poètic anual Viatges i Hospitalitat al Museu del Ferrocarril de Vilanova i la Geltrú.
El 2020 fou comissària de l'Any Alexandre de Riquer per commemorar els cent anys de la mort de l'artista.
A partir de 1990 s'ha dedicat a la creació literària, i ha publicat una quarantena de llibres, entre assaigs, narracions, llibres de viatges, poemes i prosa poètica. La seva obra, centrada en la feminitat i en la dona com a subjecte d'investigació, també inclou reflexions metafísiques, en el fet artístic, i en la relació entre mitologies i cultures entre Orient i Occident. Ha estat inclosa en antologies poètiques i literàries i ha estat traduïda a diverses llengües.
Escriu al Diari de Vilanova, L'Eco de Sitges, El 3 de Vuit, El Temps de les Arts, Bonart, Núvol, Monvir, La fura, Eix Diari, Quadern de les Idees, El Matí i al Tothosap. Col·labora també amb el Blog de l'Escola de Llibreria. Al llarg de dues temporades (1996-1997) va dirigir i presentar el programa L'amic escriptor al Canal Blau Televisió de Vilanova i la Geltrú. També ha participat en el programa literari radiofònic L'Espurna de Ràdio Vilafranca.

## Obra literària[9]

### Narrativa
- El vel d'Harmonia. Barcelona: Institut Català de la Dona, 1991[5]
- D'un sol traç. Barcelona, C.G.F., 1992
- Alfa és omega. Barcelona, C.G.F., 1993
- L'àngel incorruptible. Lleida: Pagès, 1997
- Amor a càmera lenta. Vilanova i la Geltrú. Edicions Garraf, 2001
- La crisàlide. Lleida: Pagès, 2002
- Sol ponent, sol ixent. Barcelona: Comte d'Aure, 2004
- L'ull de Polifem. Tarragona: Arola, 2004
- Com un despertar de la memòria. Barcelona: Comte d'Aure, 2006
- El saber del cor. Barcelona: Meteora, 2008
- Salou 6 pre-textos. Salou: Ajuntament, 2009
- Tot el que perdem. Barcelona: Comte d'Aure, 2012
- Com un flaix. Barcelona: Comte d'Aure, 2020
- La capsa dels fils: geografies sentimentals. Barcelona: Comte d'Aure, 2025

### Poesia
- Llibre d'Unai. Lleida: Pagès, 1994[5]
- La Porta índia. Barcelona: Edi-Liber, 1997
- Treball de camp. Vilanova i la Geltrú: El Cep i la Nansa, 1999
- Addicte a la bellesa. Barcelona: Edi-Liber, 2000
- El cantor sense llengua. Vilanova i la Geltrú: Institut d'Estudis Penedesencs, 2000
- La dansa dels orígens. Sitges, 2000
- Temps, espai. Tarragona: Arola, 2001
- Noviluni a Washington. Palma: Moll, 2001
- El rostre del vent. Barcelona: Comte d'Aure, 2002
- Santuari grec. Palma: Moll, 2005
- La memòria dels jardins. Barcelona: Comte d'Aure, 2005
- Cinc visions. Lleida: Pagès, 2006.
- Anno Domini. Barcelona: Comte d'Aure, 2006
- Sojorn a Roma. Sitges: Papers de Terramar, 2007
- L'escala. Badalona: Omicron, 2007
- Lluernes al celobert. Antologia de poesia espiritual femenina (March, 2007). Publicat amb Yaratullah Monturiol.
- El mirall de Circe. Barcelona: Comte d'Aure, 2008
- London. Tarragona: Arola, 2009
- Alba i cendra a París. Barcelona: Comte d'Aure, 2011
- Blau de nit a Praga. Valls: Cossetània, 2014
- Quan Jurupari era déu: un viatge al Brasil. Barcelona: Comte d'Aure, 2015
- Mans, còdols, el cel. Maçanet de la Selva: Gregal, 2018
- El somriure de l'esfinx. Lleida: Pagès, 2018
- L'any de l'estrella. Barcelona: Trípode, 2021
- Un amor a càmera lenta. Maçanet de la Selva: Aledis, 2023

### Descripció i viatges
- Ex-libris al·legòrics a les 41 comarques de Catalunya. Barcelona: Institut Català de la Dona, 1992[5]
- Estampes de Cuba. Barcelona: Proa, 2001

### Biografies
- Retrat d'Enric-Cristòfol Ricart i Nin. Vilanova i la Geltrú: Ajuntament, 2003[5]
- Jordi Santacana. Calafell: Art Dama, 2005

### Investigació i assaig
- Llibre de l'Amic. Barcelona: La Busca, 2002[5]
- Flor a l'ombra. Reflexions sobre el femení. Valls: Cossetània, 2007
- Dona i art o la dansa de Lilâ. Valls: Cossetània, 2010
- Sota el signe de Francesc. Un jesuïta, bisbe de Roma. Barcelona: Comte d'Aure, 2013. Publicat amb Esther Maria Aure.
- El Carnaval i les seves figures. Vilanova i la Geltrú: El Cep i la Nansa, 2016
- La meva llengua, la meva vida. Argentona: Voliana, 2020
- Elogi de l'exlibris. Argentona: Voliana, 2023
- Com la llum d'or: escrits sobre Alexandre de Riquer. Barcelona: Comte d'Aure, 2023
- Cambres fosques (reflexions sobre el mal). Barcelona: Trípode, 2024

### Infantil
- L'Isaac. Barcelona, Picazo, 1979[5]

## Premis literaris i Honors
- Don-na de literatura (1990) per El vel d'Harmonia.[1]
- Carles Grandó (1998) per Intermezzo portuguès.
- Eugeni Molero de Periodisme (1998) pel recull d'articles literaris i d'opinió referits al Garraf.
- Flor Natural als Jocs Florals de la Ginesta d'Or, Perpinyà (2002) per L'ull de Polifem.
- Flor Natural als Jocs Florals de la Ginesta d'Or, Perpinyà (2004) per Anno Domini.
- Josep Maria Benet i Caparà de Poesia (2006) per L'escala.[5]
- Mestra en Gai Saber pels Jocs Florals de la Ginesta d'Or de Perpinyà (2006).[5]

## Traduccions
Ha traduït al català La veritable història de la Lídia de Cadaqués, d'Eugeni d'Ors (2002) amb Oriol Pi de Cabanyes; Històries i llegendes, de Víctor Balaguer (2002); i Herba roja de tardor. Cent estances de l'haiku japonès, de Vicente Haya (2009).
Ha traduït al castellà Roca-Sastre, una vindicació del realisme (2004) i Enric C. Ricart i el Noucentisme, d'Oriol Pi de Cabanyes.